# Hans Björkegren
Hans Rudolf Björkegren, född 26 januari 1933 i Visby, död 22 juli 2017 i Stockholm, var en svensk journalist, översättare och författare. Hans verksamhet fokuserade främst på Sovjetunionen och Ryssland.

## Biografi
Björkegren, vars far var lektor i klassiska språk i Visby, avlade studentexamen som privatist. Han gick på Försvarets tolkskola och blev 1959 filosofie magister vid Stockholms högskola. Han var Moskvakorrespondent för Stockholms-Tidningen 1960–1965, chef för nordiska nyhetsbyråerna i Moskva 1966–1968 och vid TT:s utrikesbyrå från 1968. Han utsågs 1993 till hedersdoktor vid Uppsala universitet.
Björkegren tog vid flera tillfällen emot Aleksandr Solzjenitsyns utsmugglade manus och översatte en rad av hans böcker. Han har även översatt verk av bland andra Boris Pasternak, Fjodor Dostojevskij, Osip Mandelstam, Joseph Brodsky, Anna Achmatova, Svetlana Aleksijevitj och Ljudmila Ulitskaja till svenska. Som översättare från ryska anses han vara en av de främsta Sverige haft. Utöver från ryska översatte han också från engelska och (i mindre utsträckning) från franska och danska.
Björkegren är begravd på Norra begravningsplatsen i Solna.

### Som författare
(Förlag Wahlström & Widstrand, om inget annat anges)
- 1950 – Den blå lyktgubben
- 1951 – Till skymningen: en roman om händelselösa återresor
- 1952 – Under djävulens sol
- 1952 – Legenden om ett regn
- 1954 – Mistral, dikter
- 1955 – Under kejsarens solfana
- 1965 – Moskva: en turisthandbok
- 1966 – Människor i Sovjet
- 1971 – Alexander Solsjenitsyn: biografi och dokument
  - Engelsk översättning: Aleksandr Solzhenitsyn: a biography (The Third Press, 1972)
- 1975 – Bilderna som inte ljög, dikter
- 1978 – Bron vid Ajmunds: en roman (om ryska ockupationen av Gotland 1808)
  - Rysk översättning: Russkije idut: okkupatsija Gotlanda (Inapress, 1999)
- 1980 – Gustaf V:s skål, roman
  - Rysk översättning: -Za korolja! (Inapress, 1995)
- 1981 – Gandonerna i Narva, roman
- 1985 – Ryska posten: de ryska revolutionärerna i Norden 1906–1917 (Bonniers)
  - Finsk översättning: Venäläistä postia: venäläiset vallankumoukselliset Pohjolassa 1906–1917 (Otava, 1987)
  - Rysk översättning: Skandinavskij tranzit: rossijskie revoljucionery v Skandinavii 1906–1917 (Omega, 2007)

### Som översättare (urval)
- Ryska noveller (red. och övers. Hans Björkegren och Victor Bohm, Gebers, 1960)
- Unga ryska poeter (red. och övers. Hans Björkegren, Wahlström & Widstrand, 1963)
- Ny rysk prosa (red. och övers. Hans Björkegren, Wahlström & Widstrand, 1964)
- Poul Borum: Poetisk modernism: en kritisk introduktion (Poetisk modernisme) (Wahlström & Widstrand, 1968)
- Aleksandr Solzjenitsyn: Den första kretsen (Wahlström & Widstrand, 1969)
- Aleksandr Solzjenitsyn: En dag i Ivan Denisjovitjs liv (Wahlström & Widstrand, 1970; nyövers.)
- Andrej Voznesenskij: Ljudets skugga (Wahlström & Widstrand, 1971)
- Aleksandr Solzjenitsyn: Augusti fjorton (Wahlström & Widstrand 1973; första versionen)
- Aleksandr Solzjenitsyn: GULAG-arkipelagen (Wahlström & Widstrand 1974–1976, 3 band, tills. med Sven Vallmark)
- Osip Mandelstam: Rosen fryser i snön (dikter i urval och övers. av Hans Björkegren, Wahlström & Widstrand, 1976)
- Anna Achmatova: Ett poem utan hjälte och andra dikter (Wahlström & Widstrand, 1978)
- Fjodor Dostojevskij: Brott och straff (Wahlström & Widstrand, 1979; nyövers.)
- Amitav Ghosh: Förnuftets krets (Circle of reason) (Legenda, 1986)
- Joseph Brodsky: Historien, som nedan skall berättas och andra dikter (Wahlström & Widstrand 1986)
- Rysk dikt från Derzjavin till Brodsky (i urval, tolkning, med inledande essäer och kommentarer av Hans Björkegren och Lars Erik Blomqvist, Bonniers, 1989)
- Stephen Crane: Tapperhetens röda tecken (The red badge of courage) (Fabel, 1994)
- Gennadij Ajgi: Tystnad, snö: dikter (Norstedts, 1994)
- Anna Politkovskaja: Sanningen – inget annat (Za čto?) (Ordfront, 2010)
- Svetlana Aleksijevitj: Bön för Tjernobyl. Krönika över framtiden (Ersatz, 2013). ISBN 978-91-87219-57-3.
- Svetlana Aleksijevitj: Zinkpojkar (Ersatz, 2014). ISBN 978-91-87891-01-4
- Ljudmila Ulitskaja: Det gröna tältet (Ersatz, 2015) ISBN 978-91-87891-26-7
- Ljudmila Ulitskaja: Jakobs stege (Ersatz, 2017) ISBN 978-91-87891-53-3

## Priser och utmärkelser
- 1956 – Boklotteriets journaliststipendium
- 1963 – Boklotteriets journaliststipendium
- 1970 – De Nios översättarpris
- 1971 – Tidningen Vi:s litteraturpris
- 1974 – Letterstedtska priset för översättningen av Aleksandr Solzjenitsyns GULAG-arkipelagen
- 1975 – Svenska Akademiens översättarpris
- 1985 – Elsa Thulins översättarpris
- 1985 – Gun och Olof Engqvists stipendium
- 1991 – Albert Bonniers 100-årsminne
- 1993 – Hedersdoktor vid Uppsala universitet
- 2006 – Stiftelsen Natur & Kulturs översättarpris
- 2008 – Pusjkinmedaljen[8]
- 2010 – De Nios översättarpris